# Kory Tarpenning
Kory Merrill Tarpenning (né le 27 février 1962 à Portland) est un athlète américain spécialiste du saut à la perche.
Il remporte quatre titres de champion des États-Unis : deux en plein air en 1988 et 1989 et deux en salle en 1991 et 1994. Il participe à deux Jeux olympiques consécutifs où il atteint la dixième place en 1988 et termine au pied du podium en 1992, devancé au nombre d'essais par l'Espagnol Javier Garcia. Il se classe par ailleurs deuxième de la Finale du Grand Prix IAAF 1991 derrière le Soviétique Sergueï Bubka.
Son record personnel au saut à la perche, établi le 21 juillet 1988 à Indianapolis, est de 5,89 m.

## Palmarès
| Date | Compétition                    | Lieu      | Résultat | Performance |
| ---- | ------------------------------ | --------- | -------- | ----------- |
| 1991 | Championnats du monde en salle | Séville   | 4e       | 5,70 m      |
| 1991 | Finale du Grand Prix           | Barcelone | 2e       | 5,75 m      |
| 1992 | Jeux olympiques                | Barcelone | 4e       | 5,75 m      |